# Đura Janković
Đura Janković (srbsko Ђура Јанковић), srbski politik.
V Kraljevini SHS je bil narodni poslanec Narodne radikalne stranke in šef kabineta v več predšestojanuarskih vladah. Leta 1935 je v prvi Stojadinvićevi vladi postal minister brez portfelja, pozneje pa je bil imenovan za ministra za gozdove in rudnike. Bil je ideolog in član glavnega odbora Jugoslovanske radikalne zajednice. Konec februarja 1936 je bil izključen iz vrst radikalov. Pozneje je postal član ožjega Glavnega odbora Stojadinovićeve Srbske radikalne stranke. Avgusta 1941 je bil sopodpisnik Apela srbskemu narodu.